# To właśnie Anglia
To właśnie Anglia (ang. This is England) − brytyjski dramat filmowy z 2006 roku w reżyserii Shane'a Meadowsa. Obraz koncentruje się na przedstawieniu życia młodego skinheada, żyjącego w latach 80. XX w. Wątki przeplatające się w filmie to - oprócz życia codziennego - także obrazy pochodzące z wojny o Falklandy.
Zdjęcia do filmu kręcono głównie w Nottingham. W początkowej scenie wykorzystano też szkołę w Long Eaton (hrabstwo Derbyshire), a sceny w dokach powstały w Grimsby (Lincolnshire).
Film został pokazany na wielu różnych międzynarodowych festiwalach, włącznie z Londynem, oraz dostał specjalne pozwolenie na pokaz w Grimsby's Whitgift Film Theatre. Według BBFC został uznany za film tylko dla dorosłych za rasistowski język oraz sceny przemocy. Aczkolwiek rady w Bristolu, Camden i Westminster podjęły decyzję zniesienia cenzury, czując, że film powinien dotrzeć do nastoletniej widowni jako przestroga.
Film został zadedykowany mamie Thomasa Turgoose'a, Sharon, która zmarła 29 grudnia 2005 r., zanim miała szansę zobaczyć film.

## Tematyka
Na przykładzie historii grupy przyjaciół film ukazuje ruch skinheads, wywodzący się z kultury jamajskich imigrantów (opartej na muzyce ska, reggae, rocksteady i soul), później częściowo zagarnięty przez skrajne rasistowskie grupy, takie jak National Front. Opowieść skupia się na osobie młodego Shauna (Thomas Turgoose), który terroryzowany i prześladowany w szkole, spotyka na swojej drodze grupę skinheadów. Okazują się oni być przyjaźnie nastawieni i wcielają go w swoje szeregi. Pokazują mu korzenie ruchu i pomagają stać się jednym z nich.
Sielankę niszczy po wyjściu z więzienia stary lider grupy o imieniu Combo (Stephen Graham), członek National Front. Powoduje on rozłam w grupie - kilku przyjaciół przekonanych jego przemową postanawia przyłączyć się do niego, wstąpić w szeregi National Front i walczyć. Przez to historia ukazuje faktyczny rozłam w ruchu skinhead - podział na tradycyjnych i rasistowskich skinheadów. Film to obraz Anglii lat 80. XX w., na tle wojny o Falklandy oraz wschodu białego nacjonalizmu.

## Nagrody
Obraz zdobył główną nagrodę dla najlepszego filmu roku w ramach British Independent Film Awards, a młody Thomas Turgoose zdobył nagrodę dla najlepiej zapowiadającego się młodego aktora.